# Respect một huyền thoại
Respect một huyền thoại là bộ phim chính kịch ca nhạc tiểu sử ra mắt năm 2021 dựa trên cuộc đời của nữ danh ca người Mỹ - Aretha Franklin. Phim được đạo diễn bởi Liesl Tommy (đây đồng thời cũng chính là bộ phim đạo diễn đầu tay của cô), với phần kịch bản do Tracey Scott Wilson đảm nhận. Phim có sự góp mặt của các ngôi sao như Jennifer Hudson trong vai Aretha Franklin cùng với Forest Whitaker, Marlon Wayans, Audra McDonald, Marc Maron, Tituss Burgess, Saycon Sengbloh, Hailey Kilgore, Skye Dakota Turner, Tate Donovan, và Mary J. Blige trong các vai diễn phụ.
Respect một huyền thoại được ra mắt tại các cụm rạp Hoa Kỳ vào ngày 13 tháng 8, 2021 do hãng United Artists Releasing phân phối, và Universal Pictures sẽ đảm nhiệm vai trò phân phối quốc tế.
Nhìn chung, bộ phim nhận được rất nhiều đánh giá tích cực từ các nhà phê bình.

## Nội dung
Bộ phim là hành trình đưa người xem theo chân cô bé người da màu Aretha Franklin từ một thành viên trong đội hợp xướng nhà thờ của cha cô trở thành một ngôi sao âm nhạc nổi tiếng toàn cầu với danh xưng Nữ hoàng nhạc Soul. Bên cạnh đó, những góc khuất trong cuộc đời của nữ danh ca cũng từ từ được bóc trần như cuộc hôn nhân bị bạo hành hay những cống hiến trong công cuộc đấu tranh cho Phong trào Dân quyền Hoa Kỳ.

## Diễn viên
- Jennifer Hudson vai Aretha Franklin[1]
  - Skye Dakota Turner vai Aretha Franklin (lúc nhỏ)
- Forest Whitaker vai C. L. Franklin
- Marlon Wayans vai Ted White
- Audra McDonald vai Barbara Siggers Franklin
- Marc Maron vai Jerry Wexler
- Tituss Burgess vai James Cleveland
- Saycon Sengbloh vai Erma Franklin
- Hailey Kilgore vai Carolyn Franklin
- Tate Donovan vai John Hammond
- Mary J. Blige vai Dinah Washington
- Kelvin Hair vai Sam Cooke
- Heather Headley vai Clara Ward
- Lodric D. Collins vai Smokey Robinson

## Phát hành
Respect một huyền thoại được phát hành tại các cụm rạp ở Hoa Kỳ vào ngày 13 tháng 8, 2021. Ban đầu, phim được dự kiến sẽ phát hành giới hạn vào ngày 25 tháng 12, 2020, sau đó sẽ được công chiếu mở rộng hơn vào ngày 8 tháng 1, 2021. Và cuối cùng sẽ được ra mắt chính thức rộng rãi vào tuần sau đó. Tuy nhiên, do ảnh hưởng của đại dịch Covid-19, phim được thông báo sẽ không phát hành giới hạn mà sẽ được công chiếu rộng rãi vào ngày 15 tháng 1, 2021. Trước khi nó bị lùi lịch một lần nữa sang tháng 8 năm 2021.
Ngoài ra, Respect một huyền thoại được đã được trình chiếu tại Liên hoan phim Locarno lần thứ 74..

## Đánh giá

### Phòng vé
Ở phòng vé Mỹ và Canada, Respect một huyền thoại được ra mắt đồng thời với Giải cứu "Guy" và Sát nhân trong bóng tối 2, và dự kiến sẽ thu về được 10 triệu Đô la Mỹ tại 3,207 rạp chiếu trong ngày công chiếu đầu tiên.